# Ehemalige Tongrube von Mainhausen
Ehemalige Tongrube von Mainhausen este o arie protejată (arie de protecție specială avifaunistică — SPA) din Germania întinsă pe o suprafață de 15,59 ha, integral pe uscat.

## Localizare
Centrul sitului Ehemalige Tongrube von Mainhausen este situat la coordonatele 50°00′01″N 9°01′43″E / 50.0003°N 9.0286°E.

## Înființare
Situl Ehemalige Tongrube von Mainhausen a fost declarat arie de protecție specială avifaunistică în aprilie 2003 pentru a proteja 5 specii de animale.

## Biodiversitate
Situată în ecoregiunea continentală, aria protejată nu include niciun habitat protejat.
La baza desemnării sitului se află mai multe specii protejate de  păsări (5): rața moțată (Aythya fuligula), sfrâncioc roșiatic (Lanius collurio), ciocârlie de pădure (Lullula arborea), Podiceps nigricollis nigricollis, Tachybaptus ruficollis ruficollis.